# Edpercivalia harrisoni
Edpercivalia harrisoni là một loài Trichoptera trong họ Hydrobiosidae. Chúng phân bố ở miền Australasia.